# Библия Джефферсона
Би́блия Дже́фферсона (англ. The Jefferson Bible), или «Жизнь и нравственное учение Иисуса из Назарета» (The Life and Moral of Jesus of Nazareth), — книга, скомпилированная Томасом Джефферсоном из отрывков из различных изданий Нового Завета.
Полученная версия является рационалистическим описанием жизни Иисуса Христа, без чудес. Она заканчивается погребением Иисуса после распятия — его воскресение и вознесение на небо в ней отсутствуют.

## История создания
Замысел создания Библии возник у Томаса Джефферсона около 1795 года в ходе переписки с Джозефом Пристли. Во время пребывания на посту президента США вечерами Джефферсон занимался тем, что вырезал ножницами куски из нескольких изданий Нового Завета на греческом, латинском, французском и английском языках и наклеивал их в книгу с пустыми страницами.
В октябре 1813 года Джефферсон писал Джону Адамсу:

То, что у меня получилось, — это самый возвышенный и благотворный моральный кодекс, который когда-либо предлагался людям. Я нынче как раз закончил эту операцию для собственного моего пользования, вырезая из печатного текста стих за стихом и сводя воедино места, очевидным образом принадлежащие самому Иисусу и столь же разительно бросающиеся в глаза, как жемчужины в куче навоза. В итоге у меня вышла тетрадь в осьмушку листа из 64 страниц, содержащая поучения чистые и естественные…

Цель своей работы Джефферсон разъяснил в письме Франсису Адриану ван дер Кемпу:

Среди высказываний и речей, приписываемых Ему Его биографами, я нахожу множество отрывков, коим свойственны превосходная фантазия, корректная нравственность и самая дружелюбная благотворительность; другим же присуще столько невежества, столько нелепостей, столько неправдоподобия, шарлатанства и лживости, что просто невозможно примириться с приписыванием авторства таких несуразностей тому же самому человеку. Посему я и отделяю золото от пустой породы, возвращая таковое Ему, а последнюю оставляя за глупостью и жульничеством кое-кого из Его учеников.
— Петер Слотердейк «Об исправлении Благой вести. Пятое евангелие Ницше»

## Дальнейшая судьба
Библия Джефферсона никогда не публиковалась при его жизни. Только в 1895 году книга впервые была опубликована Смитсоновским институтом по желанию внука Джефферсона, Томаса Джефферсона Рэндольфа, который унаследовал её оригинал от деда. В том же году институт под руководством библиотекаря Сайруса Адлера приобрёл оригинал Библии Джефферсона за 400 долларов. В настоящее время оригинал экспонируется в Национальном музее американской истории.
В 1904 году Конгресс США постановил издать книгу в литографическом виде. С 1904 и до середины 1950-х годов эта книга вручалась каждому новому члену Конгресса. Эта традиция была возобновлена в 1997 году частной организацией Libertarian Press.